# Bárbara Paz
Bárbara Raquel Paz (Campo Bom, Rio Grande do Sul, 17 d'octubre de 1974) és una actriu i directora brasilera.

## Biografia
Va perdre al seu pare als sis anys, i la seva mare als 17 anys, sis mesos després de sofrir un sinistre automobilístic que li va deixar diverses cicatrius, dues d'elles en la cara, una a cada costat; prenent-li 400 punts, cosa que li va fer perdre molts llocs de treball com a actriu i model. Així, el maquillatge es va convertir en part de la seva vida diària.
El 2010 es va casar amb el cineasta Héctor Babenco.
Amb 27 anys va participar en el reality xou de Casa dos Artistes, que va conduir la cantant Supla.
En 2002, va tenir èxit de ser la protagonista de la novel·la  Marisol. Anys més tard, després de jugar tres protagonistes de les telenovel·les, pel·lícules i algunes obres de teatre, Bàrbara va aconseguir un paper en la telenovel·la de 8 Rede Globo, com la jove amb problemes alcohòlica Renata de Viver a Vida, on se les va arreglar per a centrar-se en els mitjans de comunicació i molt elogiat en la categoria drama. En 2011 va encarnar Virgínia a Morde & Assopra, el primer vilà en la seva carrera, amb el qual va guanyar l'aclamació crítica.
El 2013 torna a la telenovel·la amb Amor à Vida de Walcyr Carrasco, interpretant l'estilista Edith, bella, sofisticada i elegant. Casada amb Félix, la seva estranya vida en comú, en general sense foc i passió.
En 2015, és confirmada en la pròxima novel·la de les 21.00 de la Rede Globo, A Regra do Jogo, escrita per João Emanuel Carneiro, l'actriu seria l'artista plàstica Nelita Stewart, diagnosticada bipolar.
Va dirigir el documental Babenco - Alguém Tem que Ouvir o Coração e Dizer: Parou (2019), sobre el cineasta Héctor Babenco, amb qui a més va estar casada. L'obra va ser presentada per l'Acadèmia Brasilera de Cinema per a representar al país en la categoria de millor pel·lícula internacional als premis Óscar.

## Filmografia

### Televisió
| Any  | Títol                   | Personatge                       |
| ---- | ----------------------- | -------------------------------- |
| 2000 | Ô Coitado               | Marta                            |
| 2001 | Acampamento Legal       | Guardiã do Portal                |
| 2001 | Sandy & Júnior          | Tereza                           |
| 2001 | As Filhas da Mãe        | Caroline Alves                   |
| 2002 | Marisol                 | Marisol Lima do Vale/Verônica    |
| 2005 | A Diarista              | Nini Potranca                    |
| 2006 | Cristal                 | Inocência Peres                  |
| 2007 | Maria Esperança         | Maria Furtado de Trajano Queiróz |
| 2008 | Alice                   | Guiga                            |
| 2009 | Unidos do Livramento    | Leontina                         |
| 2009 | Força-Tarefa            | Laura Barreto                    |
| 2009 | Viver a Vida            | Renata Ferreira                  |
| 2010 | As Cariocas             | Denise                           |
| 2011 | Morde & Assopra         | Virgínia Lolatto                 |
| 2013 | Amor à Vida             | Edith Sobral Khoury              |
| 2014 | O Caçador               | Taís                             |
| 2014 | Dupla Identidade        | Ana                              |
| 2015 | A Regra do Jogo         | Nelita Stewart                   |
| 2015 | Acredita na Peruca      | Luana Capricci                   |
| 2016 | A Arte do Encontro      | Presentadora                     |
| 2017 | Malhação                | Stella                           |
| 2017 | O Outro Lado do Paraíso | Joana Medeiros (Jô)              |

### Teatre
| Any     | Títol                                          | Direcció            |
| ------- | ---------------------------------------------- | ------------------- |
| 1997    | Memórias da Infância                           | Beth Lopes          |
| 1999    | Romeu e Julieta e Suas Facetas                 | Geraldine Quaglia   |
| 1999    | O Gato de Botas                                | Paulino Rafanti     |
| 1999    | Grogue                                         | Debora Dubois       |
| 1999    | Poemas Fesceninos                              | Hugo Possolo        |
| 1999    | Mistérios Gulosos                              | Hugo Possolo        |
| 2000    | Um Chopes, Dois Pastel e Uma Porção de Bobagem | Hugo Possolo        |
| 2000    | Água Fora da Bacia                             | Hugo Possolo        |
| 2000    | Os Mané                                        | Hugo Possolo        |
| 2001    | Projeto Pantagruel                             | Hugo Possolo        |
| 2001    | Farsa Quixotesca                               | Hugo Possolo        |
| 2002    | Suburbia                                       | Franscisco Medeiros |
| 2002    | As Viúvas                                      | Sandra Corveloni    |
| 2002-05 | A Importância de Ser Fiel                      | Eduardo Tolentino   |
| 2003    | Vestir o Pai                                   | Paulo Autran        |
| 2004    | A Quarta Irmã (leitura dramática)              | Eduardo Tolentino   |
| 2004    | A Babá                                         | Bibi Ferreira       |
| 2004    | Arsênico e Alfazema                            | Alexandre Reinecke  |
| 2005    | Madame de Sade                                 | Roberto Lage        |
| 2005    | Os Sete Gatinhos                               | Alexandre Reinecke  |
| 2006    | Contos de Sedução                              | Eduardo Tolentino   |
| 2006    | A Gata Borralheira                             | Débora Dubois       |
| 2007    | Felizes para Sempre                            | Mário Bortoloto     |
| 2008    | Às Favas com os Escrúpulos                     | Jô Soares           |
| 2010-14 | Hell                                           | Hector Babenco      |
| 2014    | Vênus em Visom                                 | Hector Babenco      |
| 2014    | A Toca do Coelho                               | Dan Stulbach        |
| 2016    | Gata em Telhado de Zinco Quente                | Eduardo Tolentino   |